# Цирель, Сергей Вадимович
Серге́й Вади́мович Цире́ль (род. 19 апреля 1958 года, Ленинград) — российский горный инженер, геофизик, социолог, экономист и историк. Доктор технических наук, главный научный сотрудник ОАО ВНИМИ (Санкт-Петербург), автор более 100 научных работ по взрывному и горному делу, геофизике, экономике, социологии и истории (в том числе по клиодинамике). Основные научные интересы — взрывное дело, геодинамика, гуманитарные дисциплины.
Создал статистическую теорию дробления горных пород и других неоднородных сред, методы расчета плотности сыпучих сред, методику расчета и выбора параметров направленных взрывов, показал существование 22-летнего периода геодинамической активности, установил механизм влияния разломов на аварийность на трубопроводах. Кроме того С. В. Цирелю впервые удалось выявить при помощи спектрального анализа кондратьевские волны в мировой динамике ВВП на статистически значимом уровне.
Сын геофизика, заслуженного геолога Российской Федерации Вадима Соломоновича Циреля (род. 1930) и филолога Нелли Штейнберг, внук геологов Соломона Давидовича Цирель-Спринцсона (1900—1988) и Марии Львовны Лурье (1907—?).

## Публикации
- Future Technological Achievements as a Challenge for Post-singularity Human Society // The 21st Century Singularity and Global Futures, pp. 419—437 (Springer, 2020).
- Циклы развития современной Мир-Системы. Соавторы: А. В. Коротаев и Л. Е. Гринин. Москва: Либроком. 2011.
- Log-Periodic Oscillation Analysis Forecasts the Burst of the «Gold Bubble» in April — June 2011 // Structure and Dynamics 4/3 (2010): 1-11 (совместно с А. А. Акаевым, А. А. Фоминым и А. В. Коротаевым).
- A Spectral Analysis of World GDP Dynamics: Kondratieff Waves, Kuznets Swings, Juglar and Kitchin Cycles in Global Economic Development, and the 2008—2009 Economic Crisis. Structure and Dynamics, 2010. Vol. 4. N 1 (совместно с А. В. Коротаевым).
- Analysis of Power-Structure Fluctuations in the «Longue Durée» of the South Asian World System // Structure and Dynamics: eJournal of Anthropological and Related Science, 2005, V.1, № 2 (совместно с Д. Уилкинсоном).
- Историческое время и пути исторической эволюции. Статья I // История и Математика. Модели и теории/ Ред. Л. Е. Гринин, А. В. Коротаев, С. Ю. Малков. — М.: ЛКИ, 2008. — с. 246—278.
- «QWERTY — эффекты», «path dependence» и закон иерархических компенсаций // Вопросы экономики, 2005, № 8, с.19-26;
- Влияние государственного вмешательства в экономику и социального неравенства на экономический рост // Вопросы экономики, 2007, № 5, с. 100—117;
- «Власть-собственность» в трудах российских историков и экономистов // Общественные науки и современность, 2006, № 3, с. 119—131;
- Когда в России будет демократия или Наказ внукам // Общественные науки и современность, 2008, № 1, с. 92-99;
- С. В. Цирель. Концепт «асабиййи» как основа связи экономико-демографической и гуманитарной истории
- Цирель С. В. Предсказание и прогноз // История и Математика: Концептуальное пространство и направления поиска. М.: УРСС, 2007.
- Цирель С. В. «Нерыночная свобода Карла Поланьи» (недоступная ссылка). Журнал «Историко-экономические исследования», 2004. Т. 5 № 3.
- Цирель С. В. (ВНИМИ). «О возможной зависимости вулканической деятельности от солнечной активности». «Атлас временных вариаций природных, антропогенных и социальных процессов» т.3
- Цирель С.В. Миф о дефектности русской природы. Запоздалая рецензия на книгу А. П. Паршева «Почему Россия не Америка».
- Цирель С. В. Кондратьевские волны в мировой экономической динамике // Системный мониторинг. Глобальное и региональное развитие / Ред. Д. А. Халтурина, А. В. Коротаев. М.: Либроком/URSS, 2009. С. 189—229 (совместно с А. В. Коротаевым).
- Цирель С. В. Пути к государственности и демократии: исторический анализ Архивная копия от 27 ноября 2010 на Wayback Machine «Либеральная миссия», 2010.
- Цирель С. В. Механизмы влияния разломов на аварийность на трубопроводах (совместно с Ю. Г. Кобылянским)